# Fenbuconazole
Le fenbuconazole est un fongicide.